# Tipula furca
Tipula furca är en tvåvingeart som beskrevs av Walker 1848. Tipula furca ingår i släktet Tipula och familjen storharkrankar. Inga underarter finns listade i Catalogue of Life.